# Portballintrae
Portballintrae (in gaelico: Port Bhaile an Trá, che significa "porto sulla spiaggia") è un piccolo villaggio costiero nella contea di Antrim, in Irlanda del Nord. Sorge 6 kilometri a est di Portrush e 3 kilometri a ovest del Giant's Causeway. Il censimento del 2001 ha conteggiato una popolazione di 734 persone, con un calo del 10% rispetto al 1991.

## Storia
Portballintrae era in origine un villaggio di pescatori: una manciata di cottage bianchi disposti in fila lungo la baia di Ballintrae. Molti di questi vecchi insediamenti sono stati ristrutturati e sono ancora oggi presenti lungo la costa.
Portballintrae ha conosciuto un veloce sviluppo sin dai primi anni Settanta del XX secolo, diventando anche una località di villeggiatura dove molti irlandesi hanno acquistato la loro seconda casa. Di fatto, meno della metà di chi possiede una casa a Portballintrae vi risiede per tutto l'anno.

## Monumenti e luoghi d'interesse
- Le rovine del castello di Dunluce, posizionato su una scogliera a picco sul mare.
- La ferrovia a scartamento ridotto del Giant's Causeway, che consente ai turisti di visitare la formazione rocciosa del Giant's Causeway e Bushmills.